# Diószén
Diószén (vagy Gyoszény, románul: Gioseni) falu Romániában, Moldvában, Bákó megyében.

## Fekvése
A Szeret bal partján, Klézsével szemben fekvő település.

## Nevének eredete
Nevét a hagyomány szerint a falu helyén egykor elterülő sűrű diófaerdőről kapta, amiből a lakosság szenet égetett: diószén. 
A nyelvészek szerint pedig neve a román josen, giosen ('az alsó részen lakók') átvétele.

## Története
Diószén nevét először a 18. század második felében említették. További névváltozatai: Diósfalu, Dzsoszén, Gyoszény, Gioseni.
A település lakói mindvégig nagy részben magyarok voltak, akik ma is az úgynevezett déli csángó nyelvjárás-t beszélik.

## Nevezetességek
- Római katolikus temploma -Először 1841-ben említették; Keresztelő Szent János tiszteletére szentelték. A lakosság 1864-ben épített új templomot. 1946-tól önálló plébániája van.